# Бустаманте, Карлос Мария де
Карлос Мария де Бустаманте Мересилья (исп. Carlos María de Bustamante Merecilla; 4 ноября 1774, Оахака-де-Хуарес — 21 сентября 1848, Мехико) — мексиканский государственный деятель, историк, журналист, сыгравший роль в установлении независимости Мексики как до, так и во время Мексиканской войны за независимость.
С момента обретения независимости и до своей смерти в 1848 году Бустаманте участвовал во всех Мексиканских Конгрессах. Стоял у истоков зарождающегося мексиканского патриотизма. Его сочинения 1820-х годов превратили «антикварный уклон креольского патриотизма… в идеологию национально-освободительного движения».

## Биография
Бустаманте родился в городе Оахака 4 ноября 1774 года. В 1796 году студентом начал изучать право и вскоре присоединился к движению за независимость Мексики.
В 1805 году, в последние годы испанского колониального правления, он основал мексиканскую газету Diario de México, в которой выражал либеральные идеи независимости. Неоднократно подвергался тюремным заключениям за свою деятельность.
В 1813 году Хосе Мария Морелос, лидер мексиканского повстанческого движения, назначил Бустаманте редактором независимой газеты Correo Americano del Sur. В том же году Морелос организовал Конгресс Анауака, в деятельности которого Бустаманте участвовал в качестве депутата. В качестве спичрайтера он написал вступительную речь Морелоса на конгрессе, в которой прозвучали слова «что повстанцы собираются освободить мексиканцев от цепей крепостного права, наложенных на них в 1521 году». Конгресс продолжил разработку проекта первой конституции Мексики, устанавливающей независимую республиканскую форму правления, но она так и не была реализована.
Когда в 1821 году Мексика наконец получила независимость, Бустаманте был избран депутатом в Мексиканский Конгресс. Он выступал против восхождения Агустина де Итурбиде на недавно созданный трон Первой Мексиканской империи, за что был заключён в тюрьму. Однако Мексиканская Империя оказалось не прочной, правление Итурбиде продлилось менее года. После выхода на свободу Бустаманте впоследствии участвовал в написании Конституции Мексики 1824 года.
В 1846 году, когда инициатива президента Мариано Паредеса к установлению монархии в Мексике вызвала общественный резонанс, Бустаманте вновь активно выступил против монархизма.
Мексикано-американская война стала для него глубоким разочарованием, он умер вскоре после её окончания в 1848 году.